# I miracoli accadono ancora
I miracoli accadono ancora (Miracles Still Happen) è un film italiano del 1974 diretto da Giuseppe Maria Scotese.
Racconta la vera storia di Juliane Koepcke, unica sopravvissuta su 92 passeggeri ed equipaggio del volo LANSA 508, il 24 dicembre 1971.